# Janirella hessleri
Janirella hessleri är en kräftdjursart som beskrevs av Chardy 1975. Janirella hessleri ingår i släktet Janirella och familjen Janirellidae. Inga underarter finns listade i Catalogue of Life.